# 杉山尚子
杉山 尚子（すぎやま なおこ）は、日本の行動分析家。医療安全心理・行動学会理事長、MSPO医療安全高等教育院院長。

## 経歴
東京都生まれ。1981年、慶應義塾大学文学部心理学専攻卒業。1988年、慶應義塾大学大学院心理学専攻博士課程修了。山脇学園短期大学家政科准教授などを経て、2013年から2023年まで星槎大学大学院教育学研究科教授を務めた。

## 著書
- 『行動分析学入門』（産業図書）
- 『看護学生のための心理学』（医学書院）
- 『うまくやるための強化の原理』（ニ瓶社）
- 『行動分析学マネジメント-人と組織を変える方法論』（日本経済新聞出版）
- 『行動分析学で社員のやる気を引き出す技術』（日本経済新聞出版）
- 『VB指導法:発達障がいのある子のための言語・コミュニケーション指導』（学苑社）